# Adolf Dauthage
Adolf Dauthage (20. února 1825, Vídeň – 3. června 1883, Rustendorf) byl rakouský litograf.

## Život
Dauthage byl prostého původu (syn klempíře) a původně se chtěl stát pozlacovačem. Po přerušeném studiu na vídeňské akademii pracoval čtyři roky v ateliéru Josefa Kriehubera. Stejně jako on působil hlavně jako portrétní litograf. Ve vídeňské společnosti byl velmi populární a portrétoval řadu osobností (Joseph von Hammer-Purgstall, Franz Grillparzer, František Palacký, členové Akademie věd, známí herci). Práce z pozdního období (od roku 1865), zřejmě pod vlivem fotografie, ztrácejí výraz a charakter.